# Comuna de Żegocina
Żegocina (polaco: Gmina Żegocina) é uma gminy (comuna) na Polónia, na voivodia de Pequena Polónia e no condado de Bocheński. A sede do condado é a cidade de Żegocina.
De acordo com os censos de 2004, a comuna tem 4865 habitantes, com uma densidade 138,1 hab/km².

## Área
Estende-se por uma área de 35,23 km², incluindo:
- área agricola: 61%
- área florestal: 31%

## Demografia
Dados de 30 de Junho 2004:
|                      | Total   | Total | Mulheres | Mulheres | Homens  | Homens |
| -------------------- | ------- | ----- | -------- | -------- | ------- | ------ |
|                      | pessoas | %     | pessoas  | %        | pessoas | %      |
| População            | 4865    | 100   | 2428     | 49,9     | 2437    | 50,1   |
| Densidade (pop./km²) | 138,1   | 100   | 68,9     | 68,9     | 69,2    | 69,2   |

De acordo com dados de 2002, o rendimento médio per capita ascendia a 1699,93 zł.

## Comunas vizinhas
- Laskowa, Lipnica Murowana, Nowy Wiśnicz, Trzciana